# Bisdom San Juan Bautista de las Misiones

Het bisdom binnen Paraguay

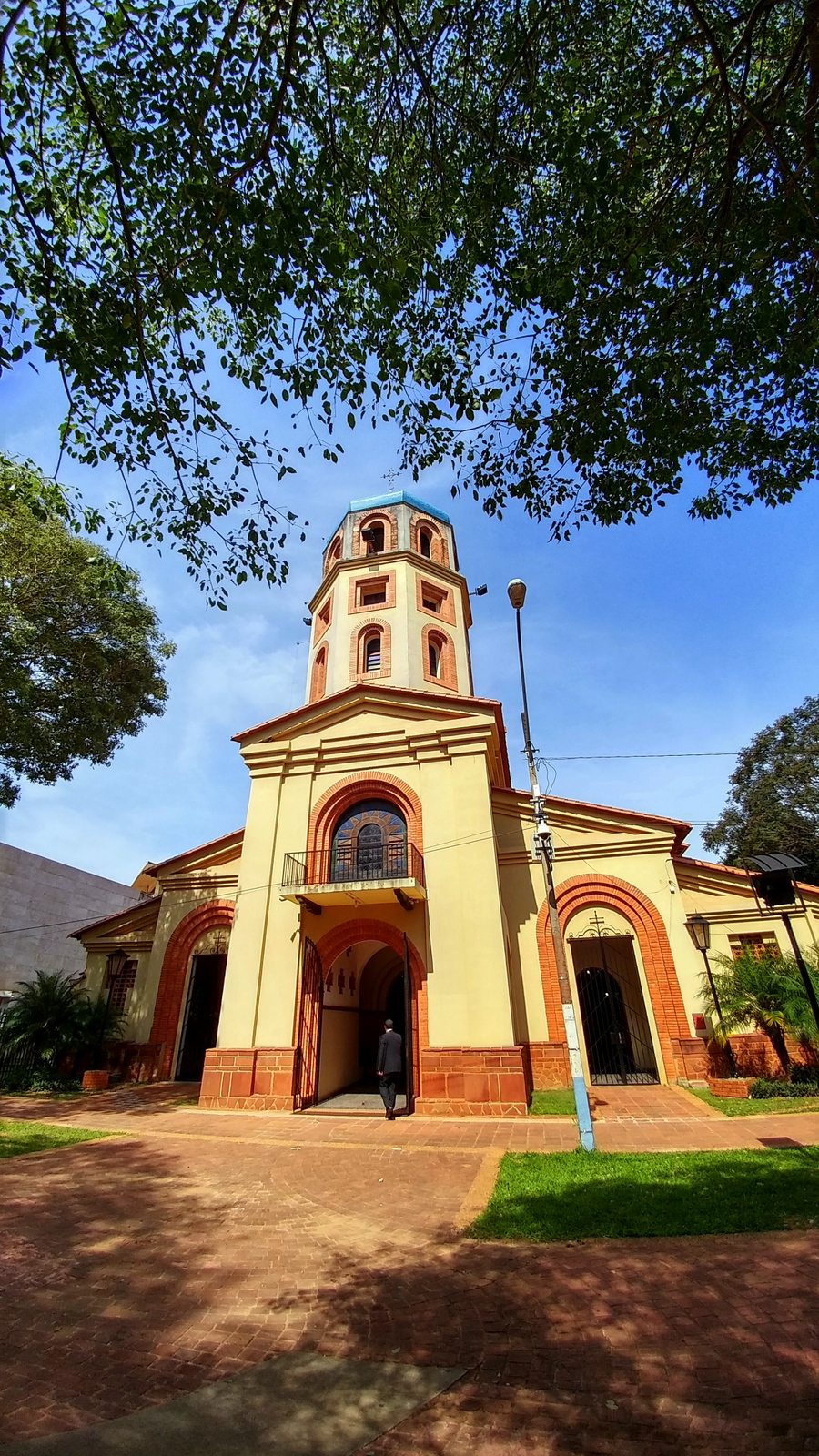
De kathedraal San Juan Bautista

Het bisdom San Juan Bautista de las Misiones (Latijn: Dioecesis Sancti Ioannis Baptistae a Missionibus) is een rooms-katholiek bisdom met als zetel San Juan Bautista de las Misiones in Paraguay. Het bisdom is suffragaan aan het aartsbisdom Asunción. Het bisdom werd opgericht in 1957.
In 2020 telde het bisdom 31 parochies. Het bisdom heeft een oppervlakte van 21.703 km² en telde in 2020 216.300 inwoners waarvan nagenoeg 100% rooms-katholiek was. 

## Bisschoppen
- Ramón Pastor Bogarín Argaña (1957-1976)
- Carlos Milcíades Villalba Aquino (1978-1999)
- Mario Melanio Medina Salinas (1999-2017)
- Pedro Collar Noguera (2017-)